# Kapidžija
Kapidžija (cyr. Капиџија) – wieś w Serbii, w okręgu rasińskim, w mieście Kruševac. W 2011 roku liczyła 1563 mieszkańców.